# フラン・ルディケ
フラン・ルディケ（Frans Ludeke、1968年4月24日 - ）は、南アフリカ共和国（ポロワクネ）出身のラグビー指導者。現在ジャパンラグビーリーグワンクボタスピアーズ船橋・東京ベイのヘッドコーチ。

## 略歴
現役引退後、1987 年にホエルスクール・ヴォレントーでコーチをはじめた。その後、イングランドのクラブで短期間コーチを務めた。
1997年には南アフリカで、ジェイク・ホワイトとともにRAU（Royal Agricultural University＝王立農業大学）のU21チームと、トランスヴァール州のU19チームを指導。1998年にRAUトップチームのコーチに任命された。
1999年にSWDイーグルスのヘッドコーチに就任。
2000年、スーパー12シーズンにブルズでヘイネケ・マイヤー監督のアシスタントコーチに就任。南アフリカ代表チームがアルゼンチンとヨーロッパツアーした際に、アシスタントコーチとして参加した。
2001年に南アフリカ代表U19のコーチ、2002年からゴールデン・ライオンズのヘッドコーチに就任。
2008年にスーパーラグビー ブルズのヘッドコーチに就任 し、在任中に2009・2010シーズン連覇を遂げた。ブルズで149試合に指揮をとった経験は、スーパーラグビー歴代最多数を記録している。一方で、スーパーラグビーキャッツを2002年と2006年にそれぞれ1シーズンでヘッドコーチを解任された経験も持つ。
2015年、W杯直前のフィジー代表チームのFWコーチを担当。
2016年、クボタスピアーズのヘッドコーチに就任。当時、トップリーグでのチーム成績は2016年度に12位、2017年度には11位と低迷していた。立川理道を主将に置き、選手との対話を重視したチームづくり、若手の積極登用を通じた育成を行う。
2023年5月20日、ジャパンラグビーリーグワン2022-23シーズンで、クボタスピアーズ船橋・東京ベイをリーグ初優勝に導いた。